# Mănăstirea Amalfion
Mănăstirea Amalfion (în greacă Μονή των Αμαλφηνών, „Mănăstirea celor din Amalfi”) a fost una din cele trei mănăstiri de pe Muntele Athos care foloseau ritul și limba liturgică latină, fiind alcătuită din călugări viețuitori după Regula Sfântului Benedict.
Călugării de rit latin au rămas pe Sfântul Munte și după Marea Schismă din 1054, bucurându-se în continuare de stimă și respect. De-abia în secolul al XIII-lea mănăstirea Amalfion, nemaiputându-se întreține singură, a fost trecută de împăratul Andronic al II-lea Paleologul sub ascultarea Marii Lavre.
În prezent viețuiesc printre ruinele rămase cinci călugări aparținători de Marea Lavră.